# Franz von Stuck
Franz Ritter von Stuck, född den 23 februari 1863 i Tettenweis i Niederbayern, död den 30 augusti 1928 i München, var en tysk målare och skulptör.
Stuck var son till en mjölnare och måste tidigt förtjäna sitt bröd uteslutande genom eget arbete. Han fick sin första utbildning 
vid konstindustriella skolan i München, blev sedan elev vid konstakademien, men övergav snart denna för att arbeta på egen hand. Han tecknade till en början en mängd program, adresser och ornamentala emblem i gammaltysk stil, slog igenom som skämttecknare med sina teckningar till Fliegende Blätter, övergick så till att måla, först i pastell, därefter i olja. Hans egentliga debut som målare inföll 1889, då han utställde Paradisets vaktare (en ståtlig änglagestalt i tämligen teatraliskt pompös hållning), som närmast följdes av Innocentia, Lekande fauner och den sensationella Lucifer. Sedan kom i rask följd en rad motiv ur den klassiska fabelvärlden, bibliska, allegoriska och romantiska målningar, vittnande om en ofta överraskande, ständigt rörlig, livfull och lidelsefull fantasi liksom av bred och kraftfull målerisk behandling. Påverkan av Arnold Böcklin är uppenbar i hans ämnesval, ofta nog även i både uppfattning och stil, ej minst i hans skämtsamma, groteska, levnadsfriska faun- och centaurtavlor: det promenerande centaurparet, de lekande centaurbarnen, den kärlekssjuke centauren, centaurens middagslur i solgasset uppe i ett träd, i Backanttåg, Runddans, Kurtis, Lustig ritt och många andra motiv av denna art. Stuck hade sitt uttryckssätt färdigt alltifrån början, han gav sitt program redan vid sin första utställning och vann omedelbart sin publik; man kan sedan knappast tala om någon utveckling hos honom annat än om den, som ligger i ökad skicklighet. 
Bland hans målningar märks, förutom de nämnda, Oidipus tyder sfinxens gåta, Maria inför den döde Kristus (1890), Kristi frestelse, Korsfästelsen (1891, museet i Stuttgart), Sinnligheten, Synden, Lasten, varianter av motivet en naken kvinna omslingrad av en jätteorm (motivet först behandlat i en radering 1889. "Synden" ägs av Nya pinakoteket i München), Kriget (krigets gudom rider över ett fält, betäckt med högar av döda eller döende människor, 1894, sammastädes), Sfinxen (sugande en ynglings blod, Budapests konstmuseum), Utdrivningen ur paradiset (ett ämne, som Stuck redan förut behandlat, en ståtlig komposition, teatralisk i anordning och belysning, 1897), Det onda samvetet (en flyende mördare, förföljd av hämndgudinnorna, samma år, ämnet varierat flera gånger, en variant Orestes och Erinnyerna i moderna galleriet i Rom), Susanna (ett par olika, en karikerad framställning 1903), Kampen om kvinnan (två brottande män och en lugnt åskådande kvinna, nakna figurer i naturlig storlek, 1905, Dresdengalleriet), Duellen (ett liknande motiv med spanska typer 1907), Perseus och Andromeda (1909, närmar sig barockens dekorativa stil), Scherzo och Vårdag (samma år), Sommarnatt, med en krets män och kvinnor arm i arm i stjärnljus (1910, flera varianter), Inferno (1912), Batseba (samma år), Festmåltid, ett modernt sällskap i elektrisk belysning i konstnärens ateljé – helt olik hans föregående målningar – (1914, Nya pinakoteket, München). I kompositioner som Orfeus spelande, Dansande menader, Centaur med amorin på ryggen med fler har Stuck sökt antik linjehållning. Hans landskap – Solnedgång, Skogens djup och andra – söker i främsta rummet betona stämningens styrka och poesi. 
Som porträttmålare uppenbarade Stuck sina svagheter i högre grad än sin styrka. Förebilden är på detta område Franz von Lenbach. Han målade en mängd damporträtt (bland annat Carmen, Saharet, Domino med fler), flera porträtt av prinsregenten Luitpold, storhertiqen av Hessen (1907), flera självporträtt, dubbelporträtt av Stuck och hans hustru (museet i Köln), I Velasquez-kostym (flickporträtt 1910). Även på det dekorativa och konstindustriella området var Stuck verksam även under senare delen av sitt liv – hans praktfulla boningshus i München är i varje detalj inrett av honom själv, rummens dekoration liksom möblerna efter hans egna ritningar. Som plastiker uppträdde han med en del småskulptur: Sårad centaur, Atlet, balanserande med en kula (exemplar i Berlins nationalgalleri, i Nationalmuseum i Stockholm med fler), Antik danserska, Amason till häst (stor skulptur, 1913, museet i Köln). Stuck var en kraftnatur, mångfrestare, en fantasifull improvisatör, i sitt frodiga, rastlösa skapande en blodfull och rik talang. I sin sensationsjakt, framför allt i sin strävan efter uttryck för det demoniska och förfärande, kunde han nöja sig med rent av överraskande banala och lättköpta effekter. Utan all fråga var han bäst i de verk, där hans sunda och robusta humor kom till sin rätt och där han inte sökte djupsinne i konstverkets innehåll, där idén ligger i själva uppslaget och inte behöver sökas – exempelvis i satyrmotiven och i många av hans teckningar. Stuck var professor vid akademien i München och adlad. Redan 1893 – alltså 4 år efter hans debut som målare – utkom Stuckalbum, ett ståtligt praktverk över hans konstverksamhet, med text av Otto Julius Bierbaum.

## Utmärkelser
- Maximiliansorden för konst och vetenskap,  1902
- Bayerska kronorden,  1905[4]

[Redigera Wikidata]

## Galleri

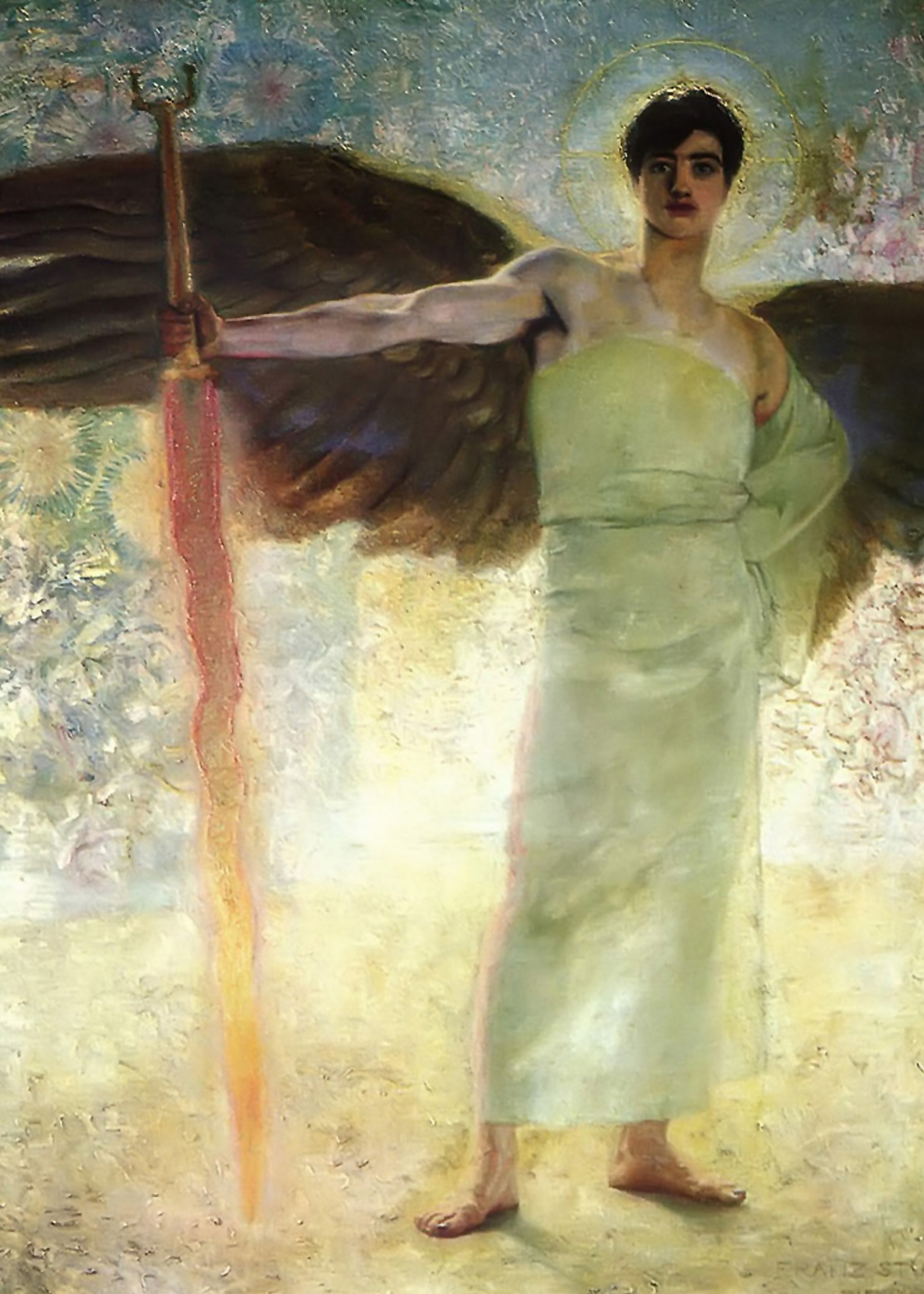
Der Wächter des Paradieses (1889)
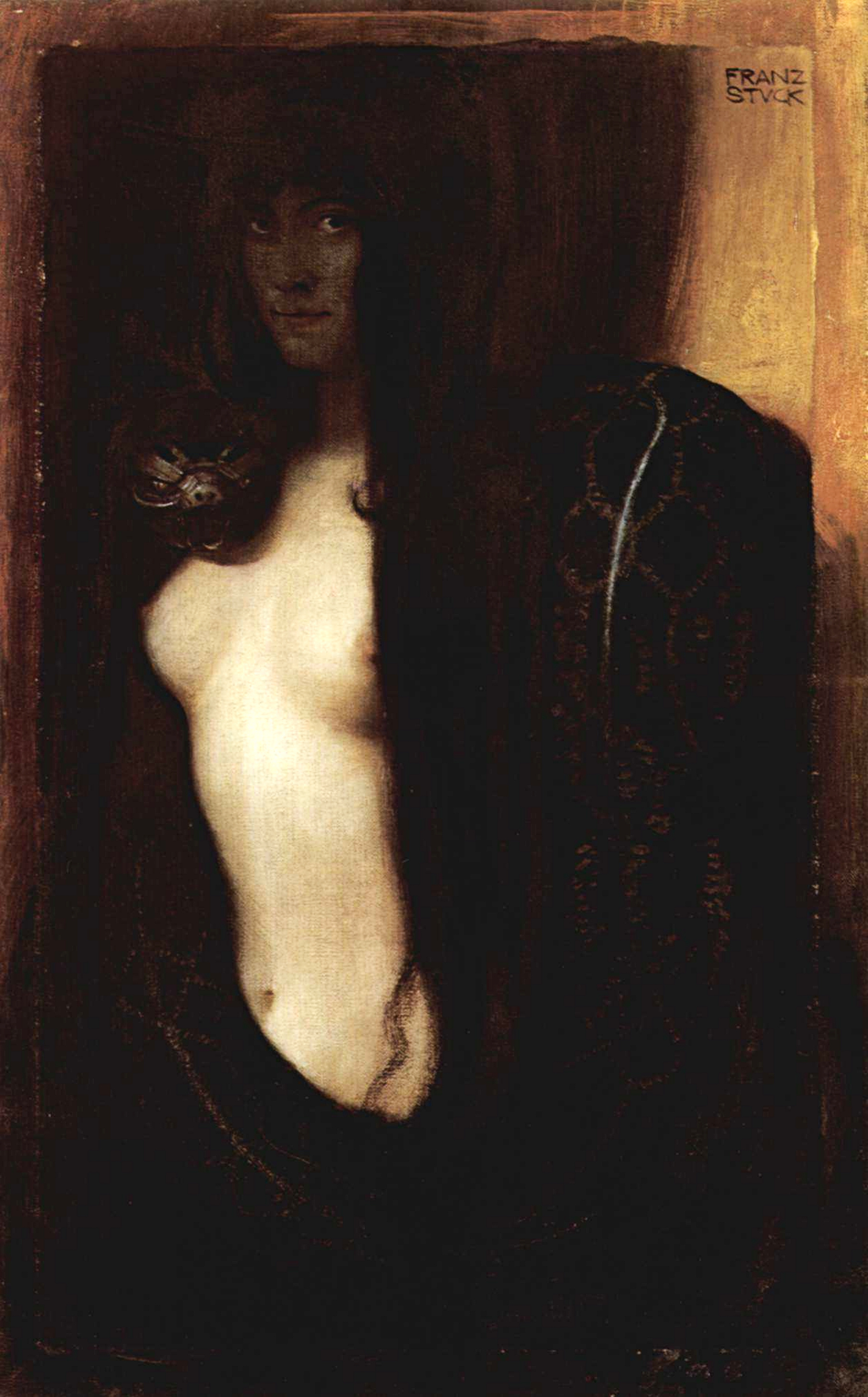
Die Sünde (1893)
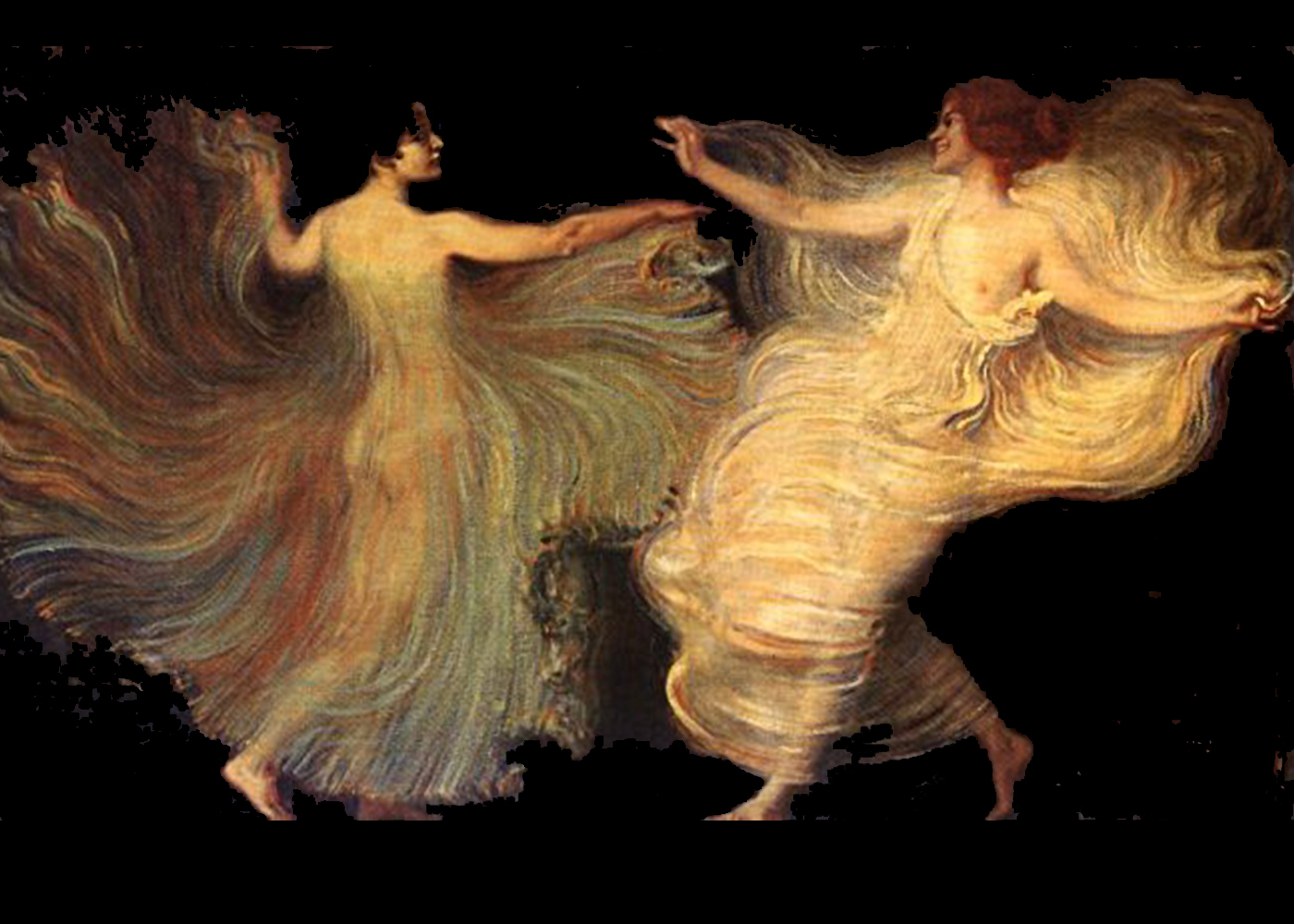
Dansare (1896)
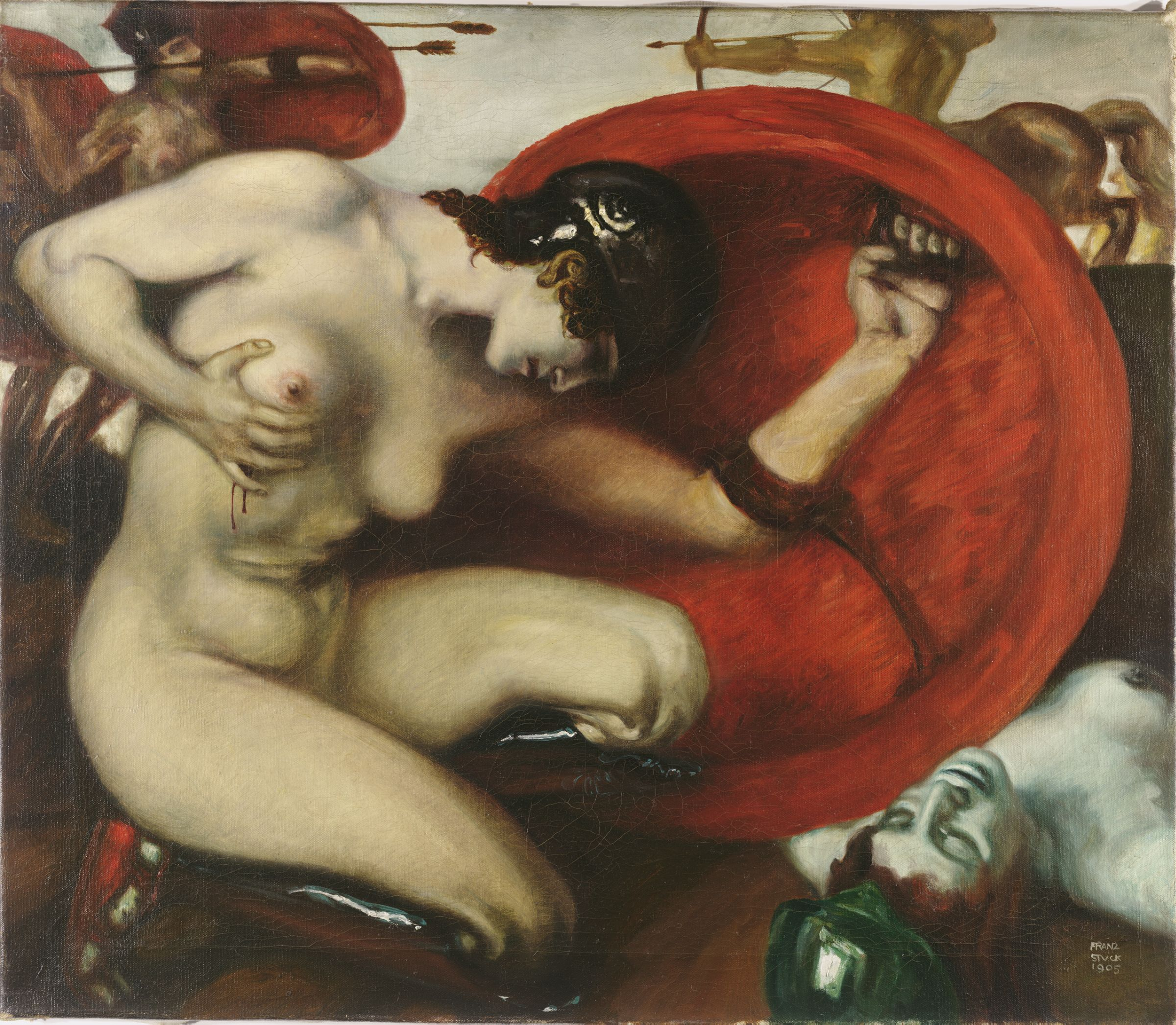
Verwundete Amazone (1903)
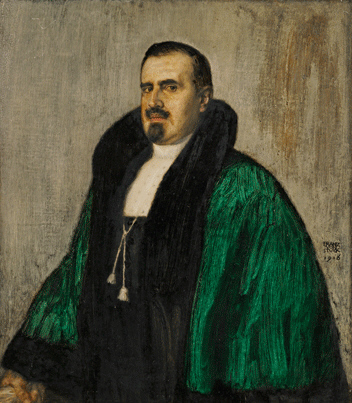
Porträtt av Josef Albert Amann Jr. (1916)
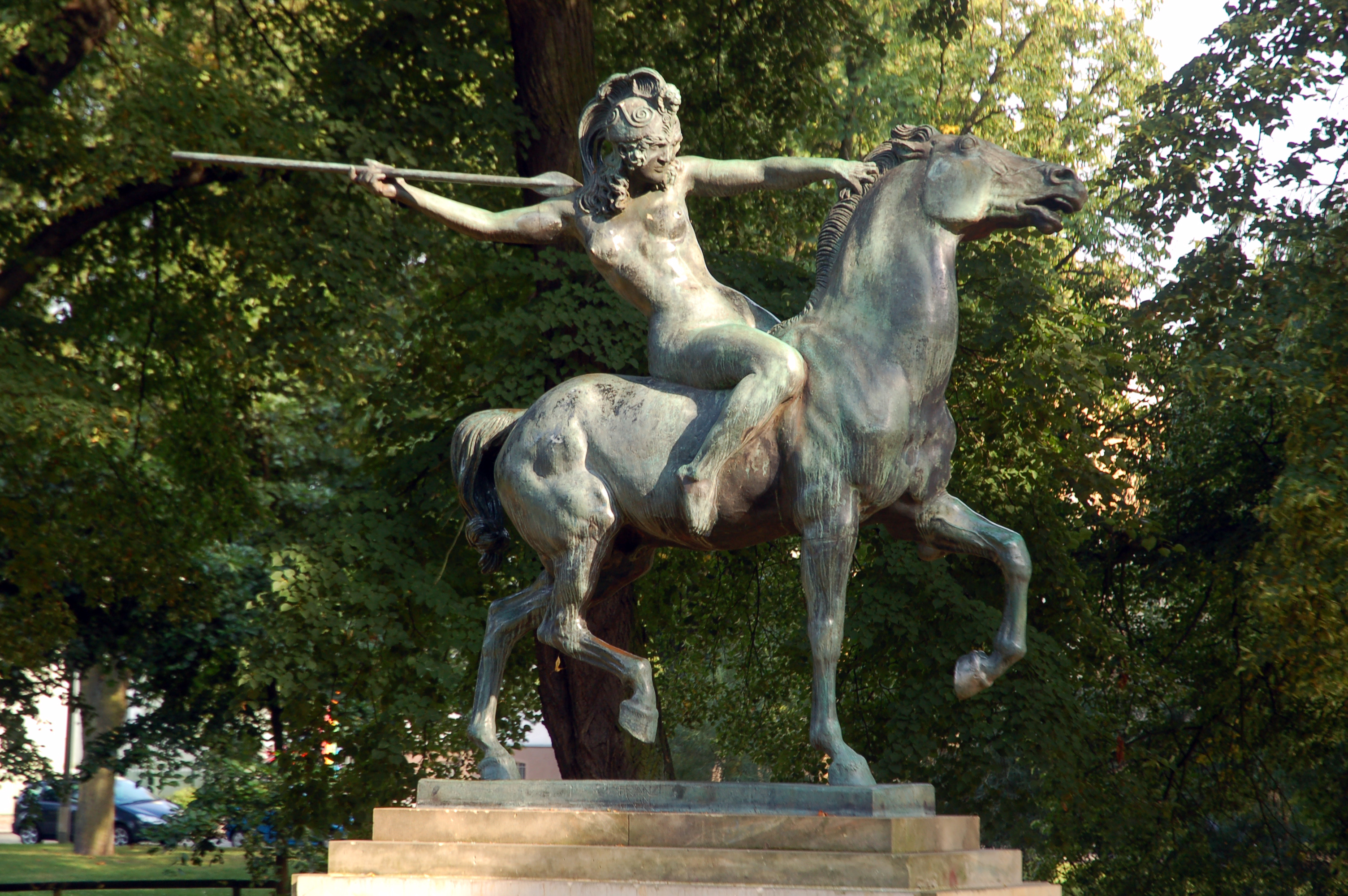
Kämpfende Amazone (1897)